# Болотниково (Калінінградська область)
Болотниково (рос. Болотниково) — селище Краснознаменського району, Калінінградської області Росії. Входить до складу Краснознаменського міського округу.
Населення — 97 осіб (2015 рік).

## Населення
| 2002 | 2010 |
| ---- | ---- |
| 119  | ↘97  |